# Messicobolus hoogstraali
Messicobolus hoogstraali är en mångfotingart som först beskrevs av Chamberlin 1941.  Messicobolus hoogstraali ingår i släktet Messicobolus och familjen Messicobolidae. Inga underarter finns listade i Catalogue of Life.